# جوزيف مول
جوزيف مول (بالألمانية: Maximilien Joseph Moll)‏ هو ساعاتي وثوري ألماني، ولد في 14 أكتوبر 1813 في كولونيا في ألمانيا، وتوفي في 28 يونيو 1849 في غاغناو في ألمانيا.